# La pace può
La pace può è una canzone scritta da Loriana Lana e Pino di Pietro per supportare la candidatura di Silvio Berlusconi al Premio Nobel per la pace 2010.
La canzone, il cui testo indulge a marcata enfasi celebrativa (con parole quali «Siamo qui per te, coro unanime, un'unica voce, Silvio grande è» o «C'è un presidente, sempre presente, che sempre ci accompagnerà»), sarebbe dovuta essere trasmessa nei cinema italiani il giorno del compleanno di Berlusconi.
È cantata dalla stessa Loriana Lana assieme al tenore Sergio Panajia.

## Il video
Il video è una raccolta di immagini di Silvio Berlusconi assieme a statisti e personaggi illustri, principalmente immortalati durante il G8 tenutosi a L'Aquila dall'8 al 10 luglio 2009.

## Le parodie
Elio e le Storie Tese ne hanno fatto una parodia a Parla con me.